# 에드워드 화이트

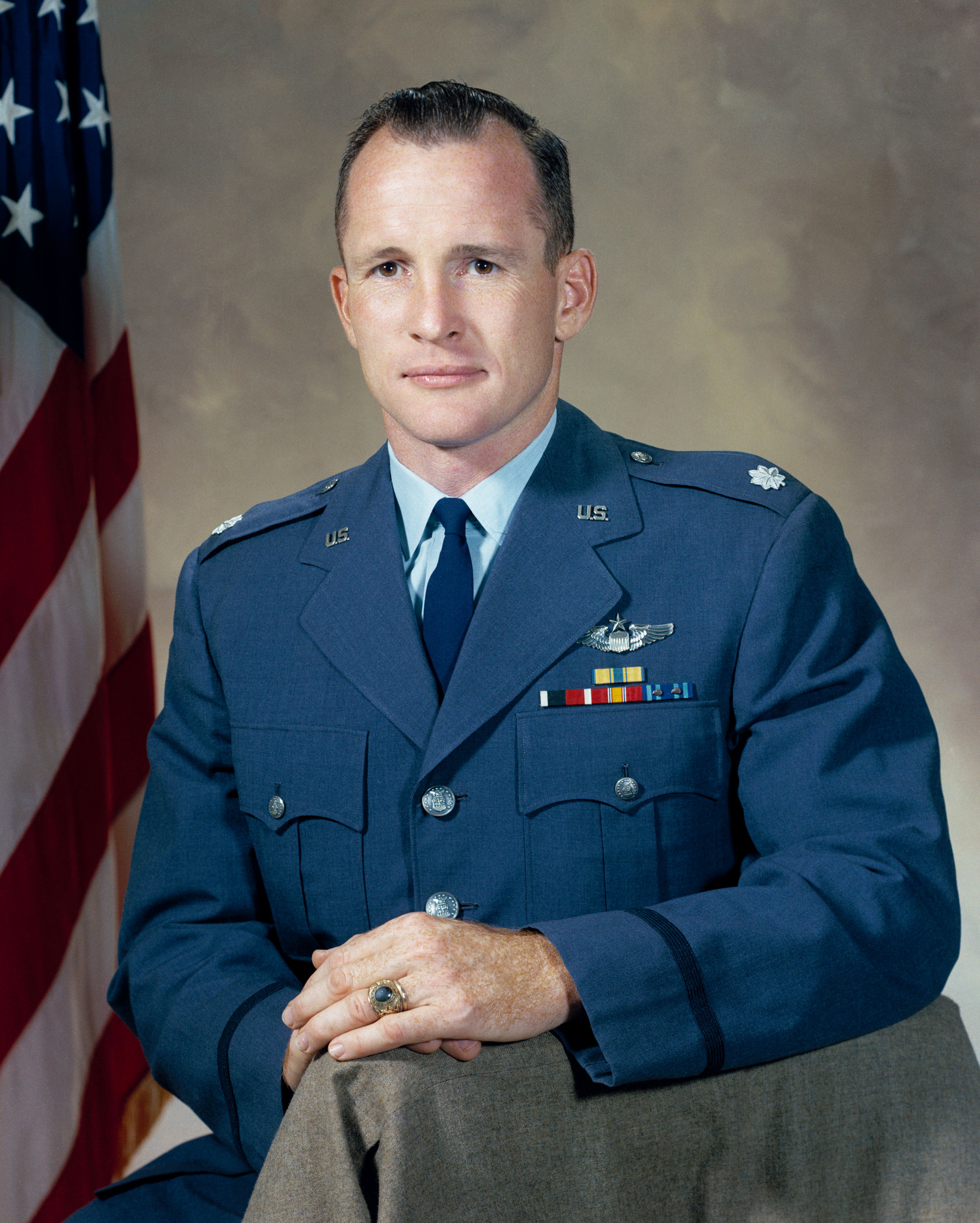
에드워드 화이트

에드워드 히긴스 화이트 2세(Edward Higgins White II, 1930년 11월 14일~1967년 1월 27일)는 미국의 항공우주공학자, 미국 공군 장교, 테스트 파일럿, 미국 항공 우주국 우주비행사였다.
텍사스주 샌안토니오에서 태어나 1952년 미국 육군사관학교를 졸업한 후 비행 훈련을 거친 후 서독에 있는 비트부르크 공군 기지에서 F-86과 F-100 전투기를 몰았다. 1959년 미시간 대학교 항공우주공학 석사를 받았다. 캘리포니아 에드워즈 공군기지에서 테스트 파일럿 훈련을 받고 오하이오주 라이트-패터슨 공군 기지에서 테스트 파일럿으로 복무했다.
이후 우주비행사로 선발되었고, 1965년 6월 3일 제임스 맥디비트와 같이 제미니 4호에 탑승한 후 처음 우주유영을 한 미국인이 됐다. 1967년 1월 27일 아폴로 1호에 탑승하였다가 화재가 발생하여 사망했다.